# Gabriel Grovlez
Gabriel Marie Grovlez (ur. 4 kwietnia 1879 w Lille, zm. 20 października 1944 w Paryżu) – francuski kompozytor i dyrygent.

## Życiorys
Pochodził z rodziny o tradycjach pianistycznych, w dzieciństwie pobierał lekcje muzyki i był członkiem chórów kościelnych. Studiował w Konserwatorium Paryskim, gdzie do jego nauczycieli należeli Gabriel Fauré, Louis Diémer, Albert Lavignac i André Gedalge. Studia ukończył w 1899 roku z pierwszą nagrodą z fortepianu. Koncertował wspólnie ze skrzypkiem Henrim Marteau. W latach 1899–1909 uczył gry na fortepianie w Schola Cantorum de Paris. Od 1905 do 1908 roku był kierownikiem i dyrygentem chóru Opéra-Comique, następnie w latach 1914–1934 pełnił funkcję jej dyrektora. Od 1911 do 1913 roku był dyrektorem Théâtre des Arts. Gościnnie prowadził przedstawienia operowe w Monte Carlo, Lizbonie, Kairze, Nowym Jorku i Chicago. Od 1939 roku prowadził klasę kameralistyki w Konserwatorium Paryskim. Współpracował jako krytyk muzyczny z czasopismami „Excelsior” (1907–1917) i „L’art musical” (1937–1939).
Jako dyrygent poprowadził prawykonania m.in. Le festin de l’araignée Alberta Roussela i Ma mère l’oye Maurice’a Ravela. Był autorem pracy Initiation à l’orchestration (wyd. Paryż 1946).

## Wybrane kompozycje
(na podstawie materiałów źródłowych)

### Utwory orkiestrowe
- poemat symfoniczny La vengeance des fleurs (1910)
- poemat symfoniczny Le reposoir des amants (1914)
- Fantasia iberica na fortepian i orkiestrę (1941)

### Utwory kameralne
- Sonata na skrzypce i fortepian (1909)
- Sonata na wiolonczelę i fortepian (1936)

### Utwory wokalno-instrumentalne
- Dans de jardin na mezzosopran i orkiestrę (1907)
- Madrigal lyrique na sopran i orkiestrę (1910)

### Opery
- Coeur de rubis (1906, wyst. Nicea 1922)
- Le marquis do Carabas (1926)

### Balety
- La princesse au jardin (1914, wyst. Paryż 1941)
- Maïmouna (1916, wyst. Paryż 1921)
- Le vrai arbre de Robinson (1921, wyst. Nowy Jork 1922)